# Bletia uniflora
Bletia uniflora är en orkidéart som beskrevs av Hipólito Ruiz López och Pav.. Bletia uniflora ingår i släktet Bletia och familjen orkidéer.
Artens utbredningsområde är Peru. Inga underarter finns listade i Catalogue of Life.